# 黄水塘站
黄水塘站是一个成昆线上的铁路车站，位于四川省凉山彝族自治州西昌市黄联关镇（原黄水乡），建立于1970年，目前为四等站，邮政编码为615024。目前车站不办理客货运业务。